# John Banville
John Banville (Wexford, Irlanda, 8 de diciembre de 1945) es un novelista irlandés, ganador del Premio Booker en 2005. Las obras que publica del género de novela negra las firma bajo el pseudónimo de Benjamin Black.

## Biografía
Desde muy joven —12 años— supo que quería ser escritor. Estudió en una escuela de los Hermanos Cristianos y en el colegio católico de San Pedro de Wexford. En lugar de ingresar en la universidad, prefirió comenzar a trabajar y lo hizo en la compañía aérea Aer Lingus, que le permitía viajar por el mundo. 
Más tarde diría irónicamente de esta decisión: "Un gran error. Debería haber ido [a la universidad]. Lamento no haber tomado esos cuatro años de emborracharse y enamorarse. Pero quería irme de mi familia. Quería ser libre".
Cuando regresó a Irlanda después de haber vivido en Estados Unidos en 1968 y 1969, decidió dedicarse al periodismo y comenzó a trabajar en el diario The Irish Press, donde alcanzó el puesto de subeditor jefe. Cuando este periódico desapareció en 1995, pasó al The Irish Times. Es colaborador habitual de The New York Review of Books. 
Publicó su primer libro en 1970, una recopilación de relatos titulada Long Lankin, a la que seguiría una serie de novelas, la primera de ellas Nightspawn que salió al año siguiente. Después vinieron Birchwood (1973), la llamada Trilogía de las revoluciones —compuesta por Copérnico (1976), Kepler (1981) y La carta de Newton (1982)— y cerca de una docena de novelas más, entre las que destacan El libro de las pruebas (1989), finalista del Premio Booker) y El mar (2005), que ganó ese galardón.
Banville es conocido por el estilo preciso de su prosa. Su ingenio y su humor negro muestran la influencia de Nabokov. En 2006 comenzó a publicar con el pseudónimo de Benjamin Black. Su primera novela fue El secreto de Christine, a la que le han seguido otras muchas novelas negras.
Sobre su desdoblamiento como escritor, ha dicho: "El arte es una cosa extraña. Bajo el sombrero de Banville puedo escribir 200 palabras al día. Un día decidí que podía convertirme en otro y bajo ese segundo sombrero, en esa segunda piel, puedo irme a comer tras haber escrito un millar de palabras, tal vez 2.000, y disfrutar con ello. Es increíble descubrir cómo otro tipo puede vivir tu vida y usar tus manos y deleitarse con eso. Escribir es un trabajo peculiar... Escribir es como respirar. Lo hago por necesidad. Por mi propia boca, y ahora también por la de Black".
En 2024 publicó La alquimia del tiempo, una mezcla de memoria y autobiografía.

## Obras

### Novelas como John Banville
| Año  | Título                                    | Género     | Traductor, editorial, año                   | Título original                     | Notas |
| ---- | ----------------------------------------- | ---------- | ------------------------------------------- | ----------------------------------- | --- |
| 1970 | Long Lankin                               | Cuento     | No traducido                                |                                     | |
| 1971 | Nightspawn                                | Novela     | No traducido                                |                                     | |
| 1973 | Regreso a Birchwood                       | Novela     | Damiá Alou, Alfaguara, 2017                 | Birchwood                           | |
| 1976 | Copérnico                                 | Novela     | María Eugenia Ciocchini, Edhasa, 1984       | Doctor Copernicus                   | |
| 1981 | Kepler                                    | Novela     | Horacio González Trejo, Edhasa, 2004        | Kepler                              | |
| 1982 | La carta de Newton: un intermedio         | Novela     | José Manuel Álvarez Flórez, Península, 1991 | The Newton Letter: An Interlude     | |
| 1986 | Mefisto                                   | Novela     | José Manuel Álvarez Flórez, Península, 1990 | Mefisto                             | |
| 1989 | El libro de las pruebas                   | Novela     | Horacio González Trejo, Anagrama, 2000      | The Book of Evidence                | |
| 1993 | Fantasmas                                 | Novela     | Miguel Temprano García, Alfaguara, 2020     | Ghosts                              | Recopilada en Trilogía de Freddie Montgomery, con El libro de las pruebas y Atenea                                               |
| 1994 | The Broken Jug: After Heinrich Von Kleist | Teatro     | No traducido                                |                                     | |
| 1995 | Atenea                                    | Novela     | Miguel Temprano García, Alfaguara, 2020     | Athena                              | Recopilada en Trilogía de Freddie Montgomery, con El libro de las pruebas y Fantasmas                                            |
| 1997 | El Intocable                              | Novela     | José Antonio Molina Foix, Anagrama, 1997    | The Untouchable                     | |
| 2000 | Eclipse                                   | Novela     | Anagrama                                    | Eclipse                             | |
| 2003 | Imposturas                                | Novela     | Damiá Alou, Anagrama, 2005                  | Shroud                              | |
| 2003 | Imágenes de Praga                         | No ficción | Fabián Chueca, Herce, 2008                  | Prague Pictures: Portrait Of A City | |
| 2005 | El mar                                    | Novela     | Damiá Alou, Anagrama, 2006                  | The Sea                             | |
| 2009 | Los infinitos                             | Novela     | Benito Gómez Ibáñez, Anagrama, 2010         | The Infinities                      | |
| 2012 | Antigua Luz                               | Novela     | Damiá Alou, Alfaguara, 2012                 | Ancient Light                       | |
| 2015 | La guitarra azul                          | Novela     | Nuria Barrios Fernández, Alfaguara, 2016    | The Blue Guitar                     | |
| 2017 | La señora Osmond                          | Novela     | Miguel Temprano García, Alfaguara, 2018     | Mrs Osmond                          | |
| 2020 | Pecado                                    | Novela     | Miguel Temprano García, RBA, 2017           | Snow                                | Publicada primero en España bajo el sobrenombre de Benjamin Black. En inglés se publicó bajo el nombre de John Banville en 2020. |
| 2023 | Las singularidades                        | Novela     | The singularities (2022)                    |                                     | |

### Novelas como Benjamin Black[6]
| Año  | Título                  | Traductor, editorial, año             | Título original                             | Notas                                                                              |
| ---- | ----------------------- | ------------------------------------- | ------------------------------------------- | ---------------------------------------------------------------------------------- |
| 2006 | El secreto de Christine | Miguel Martínez-Lage, Alfaguara 2007  | Christine Falls                             | Serie Quirke, 1                                                                    |
| 2007 | El otro nombre de Laura | Miguel Martínez-Lage, Alfaguara, 2008 | The Silver Swan                             | Serie Quirke, 2                                                                    |
| 2008 | El Lémur                | Miguel Martínez-Lage, Alfaguara, 2009 | The Lemur                                   | Originalmente como serie para The New York Times en 2007                           |
| 2010 | En busca de April       | Miguel Martínez-Lage, Alfaguara, 2011 | Elegy for April                             | Serie Quirke, 3                                                                    |
| 2011 | Muerte en verano        | Nuria Barrios, Alfaguara, 2012        | A Death in Summer                           | Serie Quirke, 4                                                                    |
| 2012 | Venganza                | Nuria Barrios, Alfaguara, 2013        | Vengeance                                   | Serie Quirke, 5                                                                    |
| 2013 | Órdenes sagradas        | Nuria Barrios, Alfaguara, 2015        | Holy Orders                                 | Serie Quirke, 6                                                                    |
| 2014 | La rubia de ojos negros | Nuria Barrios, Alfaguara, 2014        | The Black-Eyed Blonde                       | Protagonizado por Philip Marlowe, el célebre detective creado por Raymond Chandler |
| 2016 | Las sombras de Quirke   | Nuria Barrios, Alfaguara, 2017        | Even the Dead                               | Serie Quirke, 7                                                                    |
| 2017 | Pecado                  | Miguel Temprano, RBA, 2017            | Snow                                        | Premio RBA de Novela Policiaca Serie Strafford, 1                                  |
| 2017 | Los lobos de Praga      | Miguel Temprano, Alfaguara, 2019      | Prague Nights (UK) / Wolf on a String (USA) |                                                                                    |
| 2020 | Las invitadas secretas  | Miguel Temprano, RBA, 2019            | The Secret Guests                           | Serie Strafford, 2                                                                 |
| 2021 | Quirke en San Sebastián | Miguel Temprano, Alfaguara, 2021      | April in Spain                              | Serie Quirke, 8 Publicada en inglés bajo el nombre de John Banville                |
| 2023 | Las hermanas Jacobs     | Antonia Martín, Alfaguara, 2023       | The Lock-up                                 | Serie Quirke 9 / Serie Strafford 3. Comparten protagonismo.                        |
| 2025 | Los ahogados            | Antonia Martín, Alfaguara, 2025       | The drowned                                 | Serie Quirke 10 / Serie Strafford 4                                                |

## Premios y honores
- 1976 - Premio James Tait Black Memorial por Copérnico
- 1981 - Premio Guardian ficción por Kepler
- Premio Allied Irish Bank Fiction por Kepler
- Premio American-Irish Foundation por Birchwood
- 1989 - Premio Guinness Peat Aviation por El libro de las pruebas
- Finalista del Premio Booker 1989 por El libro de las pruebas
- 2003 - Premio Nonino a toda su obra (Italia)
- 2005 - Premio Booker por El mar
- 2006 - Premio Irish Book a la mejor novela del año por El mar
- 2007 - Miembro de número de la Royal Society of Literature
- Premio Madeleine Zepter
- 2009 - Honorary Patronage of the University Philosophical Society
- 2011 - Premio Franz Kafka
- 2013 - Premio Leteo
- 2013 - Premio Austriaco de Literatura Europea
- 2014 - Premio Príncipe de Asturias de las Letras[7]
- 2017 - Premio RBA de Novela Policiaca